# Ольюш-ди-Агуа
Ольюш-ди-Агуа (порт. Olhos de Água)  —  район (фрегезия) в Португалии,  входит в округ Фару. Является составной частью муниципалитета  Албуфейра. По старому административному делению входил в провинцию Алгарви. Входит в экономико-статистический  субрегион Алгарви, который входит в Алгарви. Население составляет 3221 человек на 2001 год. Занимает площадь 15,69 км².